# Nati nel 1925/Senza giorno specificato
| Questa pagina contiene informazioni ricavate automaticamente dalle voci biografiche con l'ausilio del template Bio e di un bot. L'aggiornamento è periodico e automatico e ricostruisce completamente la pagina. Se manca una persona in questa lista, sei pregato di non aggiungerla, ma accertati piuttosto che la sua voce biografica contenga il template Bio e che i dati anagrafici siano correttamente compilati. Se il template Bio manca, inseriscilo tu stesso o, in alternativa, metti l'avviso {{tmp\|Bio}} che ne segnala la mancanza. Se i dati riportati sono sbagliati, correggi direttamente la voce biografica; le modifiche saranno visibili in questa lista entro pochi giorni. Per chiarimenti vedi il progetto biografie. La lista contiene solo le 80 persone che sono citate nell'enciclopedia e per le quali è stato implementato correttamente il template Bio. Pagina aggiornata al 18 ago 2025. |

- Luis Aldaz-Isanta, meteorologo spagnolo († 2019)
- Clériston Andrade, politico e religioso brasiliano († 1982)
- Bruno Antonelli, militare e partigiano italiano († 1945)
- Mario Boeddu, partigiano e operaio italiano († 1944)
- Franco Bottari, scenografo, sceneggiatore e costumista italiano († 1988)
- Marisa Bulgheroni, traduttrice e critica letteraria italiana
- Loffo Camara, politica guineana († 1971)
- Robert Curry Cameron, astronomo statunitense († 1972)
- Franchino Camporeale, batterista italiano († 2016)
- Eugenio Cannada Bartoli, giurista italiano († 2001)
- Antonio Carena, pittore italiano († 2010)
- Luciano B. Carlos, regista, sceneggiatore e attore filippino († 2002)
- Giulio Cattaneo, scrittore, critico letterario e italianista italiano († 2010)
- Suhas Chatterjee, pallanuotista indiano
- Oublesse Conti, politico italiano († 2013)
- Mario Costa Cardol, giornalista, scrittore e storico italiano († 2004)
- Mauro Curradi, scrittore italiano († 2005)
- Domenico Di Bari, architetto italiano († 2009)
- Elisabeth Domitien, politica centrafricana († 2005)
- Virgilio Drago, cestista peruviano († 1997)
- Sigismund Ferencz, cestista e allenatore di pallacanestro rumeno († 2008)
- Héctor Ferrari, calciatore argentino
- Mohieddin Fikini, politico libico († 1994)
- Elvino Gargiulo, serial killer italiano († 2005)
- Go Se-tae, cestista sudcoreano († 1986)
- Werner H. Greub, matematico svizzero († 1991)
- Knut H.M. Haeger, medico e cardiochirurgo svedese († 1984)
- Antenor Francisco de Vasconcelos Horta, allenatore di pallacanestro brasiliano († 1980)
- Gino Iannone, diplomatico italiano († 1998)
- Sami Judeh, politico giordano († 2020)
- Abdel Aziz Khalifa, pallanuotista e nuotatore egiziano († 1960)
- Walid Khalidi, storico palestinese
- Ko Tai Chuen, cestista singaporiano († 1999)
- Franco Lattanzi, regista e sceneggiatore italiano († 2008)
- Carlo Leoni, pittore e illustratore italiano († 1982)
- Bonaria Manca, pittrice italiana († 2020)
- Peppino Marotto, poeta, cantante e sindacalista italiano († 2007)
- Isidoro Marsan, cestista, allenatore di pallacanestro e imprenditore jugoslavo († 2016)
- Walter Masotti, pittore italiano († 1997)
- Shizuto Masunaga, psicologo giapponese († 1981)
- Luigi Menardi, alpinista italiano († 1979)
- Bruno Meneghello, giurista, matematico e partigiano italiano († 2010)
- Stefano Merli, storico e politologo italiano († 1994)
- Albert Mosséri, medico francese († 2013)
- Božidar Munćan, cestista e allenatore di pallacanestro jugoslavo († 1990)
- Terzo Natalini, archivista, paleografo e presbitero italiano († 1999)
- Antoni Naumczyk, religioso statunitense († 1969)
- Sergio Oliaro, partigiano italiano († 1945)
- Stefano Paciello, architetto italiano († 1995)
- Edward Paisnel, criminale britannico († 1994)
- Ángel Papadópulos, allenatore di calcio e calciatore messicano († 2015)
- Gino Patti, pittore italiano († 1993)
- Michelangelo Peroglio, partigiano italiano († 1944)
- Mario Piana, partigiano italiano († 1945)
- Gurij Antonovič Pljugin, astronomo russo
- Jacques Poincenot, alpinista francese († 1951)
- Giustina Prestento, artista italiana († 2008)
- Antonio Racioppi, regista, sceneggiatore e scrittore italiano († 2013)
- Hilkka Rantaseppä-Helenius, astronoma finlandese
- Margherita Roberti, soprano statunitense († 2021)
- Sergio Sabatini, partigiano italiano († 1944)
- Ginetta Sagan, attivista e partigiana italiana († 2000)
- Fortunato Saladino, generale italiano († 2017)
- Giuseppe Edoardo Sansone, filologo italiano († 2003)
- Nicola Scafidi, fotografo e fotoreporter italiano († 2004)
- Ernesto Schick, botanico e agronomo svizzero († 1991)
- Swami Rama, mistico indiano († 1996)
- Takīs Taliadōros, cestista greco († 2011)
- Lodovico Terzi, scrittore e traduttore italiano († 2016)
- Griselio Torresola, criminale portoricano († 1950)
- Margarita Tutulani, partigiana albanese († 1943)
- Attilio Veraldi, scrittore e traduttore italiano († 1999)
- Osman Waqialla, artista sudanese († 2007)
- Shafiq Wazzan, politico libanese († 1999)
- Günter Wyszecki, fisico tedesco († 1985)
- Aldo Zamorani, partigiano italiano († 1945)
- Hardan al-Tikriti, generale, politico e diplomatico iracheno († 1971)
- Saqr III bin Sultan al-Qasimi, sovrano emiratino († 1993)
- Abd al-Muhsin bin Abd al-Aziz Al Sa'ud, principe, politico e poeta saudita († 1985)
- Muhammad ibn al-Uthaymin, teologo saudita († 2001)